# Palimpsesto (geología)

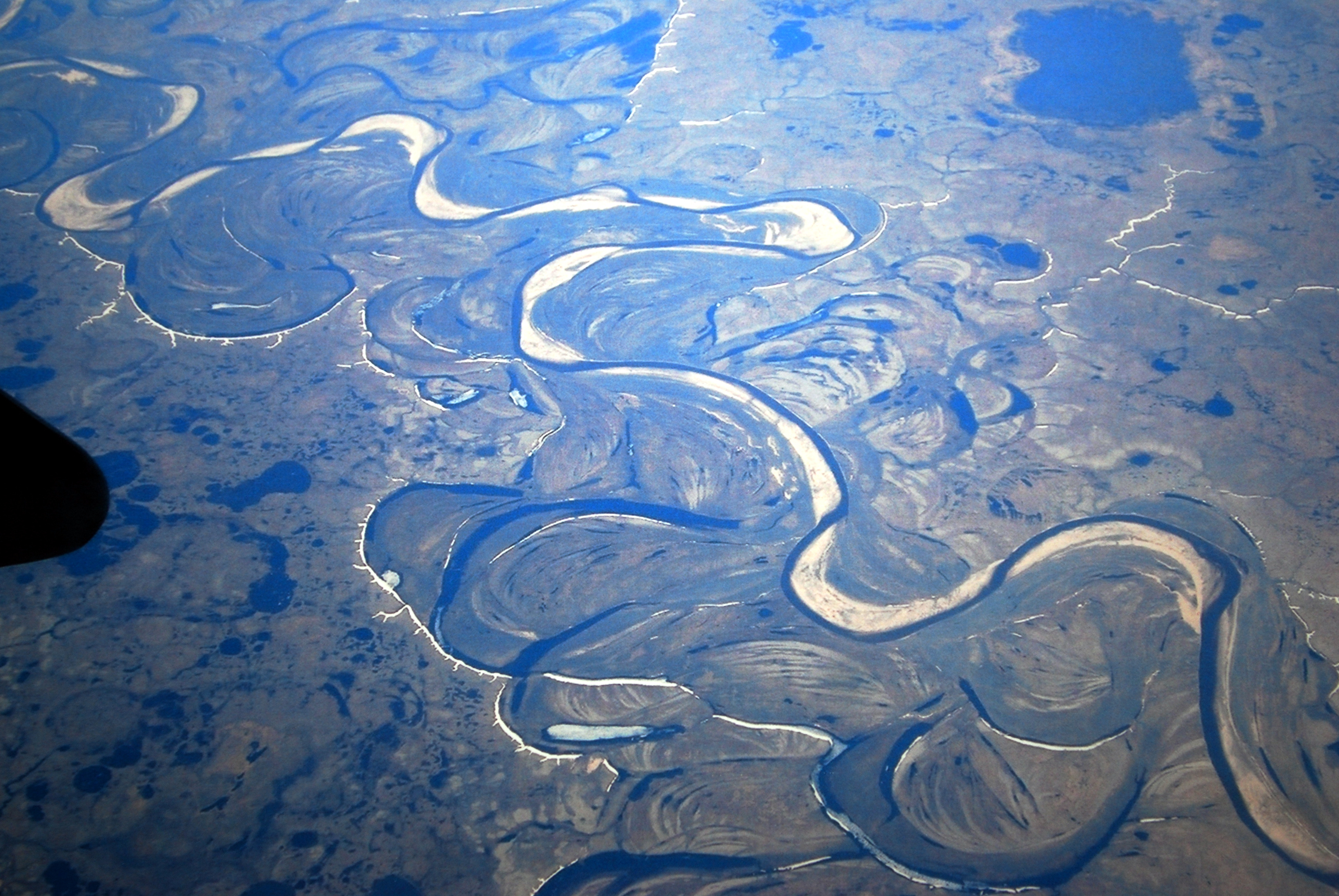
Meandros activos y abandonados en un río de elevada sinuosidad de la península de Yamal (Rusia).

En geología,  un palimpsesto es una característica geográfica compuesta por la superposición de estructuras morfológicas identificables originadas en épocas diferentes. La expresión tiene su origen etimológico en su similitud conceptual con el término "Palimpsesto", que significa: Manuscrito antiguo que conserva huellas de una escritura anterior borrada artificialmente (la palabra proviene del latín palimpsestus, y ésta a su vez del griego παλίμψηστος palímpsēstos; "raspado de nuevo").

## Geografía física
En geografía física, un paisaje palimpsesto se caracteriza porque las diferentes formas de relieve que lo componen son de distintas épocas, con elementos en superficie muy jóvenes que están siendo moldeados en la actualidad (como por ejemplo, algunos fenómenos propios de la dinámica fluvial), y otras formas de relieve de mucha más edad (a veces millones de años), que se formaron en condiciones climáticas o por procesos que ya no están presentes, denominadas "relictos".
En consecuencia, la mayoría de los paisajes son el fruto de la suma de formaciones terrestres activas y relictas (inactivas) de diferentes edades, acumuladas en una serie de "estratos cronológicos". Los sucesión de eventos con capacidad de modificar el paisaje (como por ejemplo, el cambio climático, las glaciaciones, los desprendimientos de tierra o la deforestación) pueden tener diferentes manifestaciones espaciales y temporales, y también puede producir efectos muy desiguales, en función de su duración y su intensidad.
Los paisajes palimpsestos son expresiones multidimensionales de la interacción entre procesos físicos y humanos, razón por la que su estudio presenta un interés especial. Una cuestión clave que dificulta la identificación de los elementos relictos en los paisajes palimpsestos, es la correcta interpretación de sus procesos formativos, configuración climática o medioambiental y su edad. Así mismo, paisajes de todo el mundo han sido fuertemente afectados por la actividad humana, tanto por el desarrollo de la agricultura (desde hace unos 7000 años) como por el de la minería a gran escala (desde hace más de 2000 años; la comarca de Las Médulas en España es un buen ejemplo de ello).
Las glaciaciones son eventos muy significativos en la conformación del paisaje debido a que son agentes erosivos de gran alcance, por lo que pueden modificar drásticamente a escala regional la geomorfología del paisaje. En este sentido, existen ejemplos notables que han sido identificados en Escandinavia, o en el oeste de Cornualles, al suroeste de Inglaterra.

## Glaciología
Se han realizado varios estudios dedicados a la identificación de paisajes palimpsestos en áreas que fueron cubiertas por glaciares durante el período Cuaternario (hace entre 1,8 millones y 10.000 años). Esto se debe a que los glaciares pueden preservar selectivamente algunas superficies de tierra, mientras que la mayoría de los otros factores conformadores del paisaje normalmanete alteran su superficie por completo, borrando generalmente los rastros de los cambios más antiguos.
El estudio de los palimpsestos está empezando a ser utilizado por los glaciólogos para analizar indicadores de flujo glacial aparentemente contradictorios, normalmente formados por indicadores pequeños (por ejemplo, estrías) marcados sobre estructuras más grandes (como por ejemplo las zonas de derrubios procedentes de colisiones; o los "drumlins", colinas largas y estrechas de origen glaciar).